# Adam Carlén
Adam Carlén (Mariestad, 27 juni 2005) is een Zweeds voetballer die doorgaans als middenvelder speelt. Hij verruilde IFK Göteborg in de zomer van 2025 voor Excelsior.

## Loopbaan

### Degerfors
Carlén speelde in zijn geboorteland in de jeugdopleidingen van Björsäters IF, IFK Mariestad (waar hij tevens vijf duels in het eerste elftal speelde) en Degerfors IF. Bij laatsgenoemde club maakte hij in 2019 zijn debuut in het profvoetbal op het tweede niveau van Zweden, de Superettan. 

### IFK Göteborg
Na vier seizoenen, waarvan de laatste twee op het hoogste niveau, maakte Carlén de overstap naar IFK Göteborg. De overstap pakte goed uit want Carlén eindigde de jaargang 2023 van de Allsvenskan met zijn nieuwe werkgever net boven de degradatiestreep, daar waar zijn oude club Degerfors degradeerde.

### Excelsior
Na tweeënhalf jaar bij IFK Göteborg ging Carlén voor zijn eerste avontuur in het buitenland. Hij tekende op 1 juli 2025 een meerjarig contract bij het recent naar de Eredivisie gepromoveerde Excelsior. Bij de Rotterdamse club kwam Carlén met landgenoot Casper Widell te spelen. Vier dagen later volgde zijn officieuze debuut voor zijn nieuwe werkgever, in het eerste oefenduel ter voorbereiding op de jaargang 2025/26. Tegenstander ASWH werd met 2–3 verslagen. Op 9 augustus debuteerde hij in de Eredivisie met een 5-0 nederlaag tegen N.E.C.

## Clubstatistieken
| Seizoen | Club         | Competitie  | Competitie | Competitie | Beker | Beker | Overig | Overig | Totaal | Totaal |
| Seizoen | Club         | Competitie  | Wed.       | Dlp.       | Wed.  | Dlp.  | Dlp.   | Dlp.   | Wed.   | Dlp.   |
| ------- | ------------ | ----------- | ---------- | ---------- | ----- | ----- | ------ | ------ | ------ | ------ |
| 2019    | Degerfors IF | Superettan  | 13         | 1          | 0     | 0     | –      | –      | 13     | 1      |
| 2020    | Degerfors IF | Superettan  | 29         | 2          | 1     | 1     | –      | –      | 30     | 3      |
| 2021    | Degerfors IF | Allsvenskan | 28         | 1          | 4     | 1     | –      | –      | 32     | 2      |
| 2022    | Degerfors IF | Allsvenskan | 29         | 0          | 2     | 0     | –      | –      | 31     | 0      |
| 2023    | IFK Göteborg | Allsvenskan | 28         | 3          | 3     | 1     | –      | –      | 31     | 4      |
| 2024    | IFK Göteborg | Allsvenskan | 27         | 0          | 4     | 0     | –      | –      | 31     | 0      |
| 2025    | IFK Göteborg | Allsvenskan | 12         | 0          | 4     | 0     | –      | –      | 16     | 0      |
| 2025/26 | Excelsior    | Eredivisie  | 1          | 0          | 0     | 0     | 0      | 0      | 1      | 0      |
| Totaal  | Totaal       | Totaal      | 167        | 7          | 18    | 3     | 0      | 0      | 185    | 10     |

Bijgewerkt t/m 11 augustus 2025.
1 Van Gassel ·
2 Bronkhorst ·
3 Meissen ·
4 Widell  ·
5 Henderikx ·
6 Carlén ·
7 Do-young ·
8 Tielemans ·
10 Naujoks ·
11 De Regt ·
12 Zagré ·
14 Schouten ·
16 Raatsie ·
17 Martens ·
20 Hartjes ·
21 Booth ·
24 Cairo ·
25 Middendorp ·
28 Groen ·
29 Van Duinen ·
30 Sanches Fernandes ·
33 Bergraaf ·
40 Holla ·
Pierie ·
Rosario ·
Warmerdam ·
Coach: Den Uil
· Assistent-coach: Breuer
· Assistent-coach: Verhaar
· Assistent-coach: Van Zwam
· Keeperstrainer: Graafland